# Double Dee & Steinski
Double Dee & Steinski sono un duo di produttori e disc jockey statunitense composto da Steve Stein, in arte Steinski, e Doug "Double Dee" DiFranco.
Annoverati fra le "leggende" dell'hip hop, i Double Dee & Steinski vengono considerati fra i primi ad aver portato alle estreme conseguenze il concetto di "taglia e incolla" di campionamenti tipico del loro genere, ispirando così numerosi artisti fra cui i Coldcut, DJ Shadow e i De La Soul.

## Storia
I due artisti hanno collaborato per la prima volta durante una competizione in cui dovettero remixare insieme il brano Play That Beat, Mr. D.J. di G.L.O.B.E. e Whiz Kid. Dalla loro rivisitazione di quella traccia i due artisti ricavarono Lesson One: The Payoff Mix (1985), nella quale vengono "miscelati" brani di Incredible Bongo Band, Little Richard e The Supremes fra gli altri. Lesson One: The Payoff Mix viene inoltre considerata da molti la prima traccia "illegale" trasmessa via radio in quanto costruita su sample riprodotti senza licenza di copyright. Ad essa sono seguite Lesson Two: The James Brown Mix (1985), realizzata combinando una vasta gamma di brani del cantante soul, e Lesson Three: The History of Hip Hop (1985), che cita Otis Redding, Led Zeppelin, Ralph MacDonald e altri. Così come Lesson One, anche questi due brani sono stati messi a rotazione nelle radio statunitensi durante gli anni ottanta e hanno contribuito a rendere il duo fra le personalità di riferimento della scena hip hop underground. Steinski ha proseguito parallelamente l'attività di DJ pubblicando, fra gli altri, Motorcade Step On (1986), singolo basato su spezzoni di trasmissioni radiofoniche e televisive dedicate a John Kennedy che ha goduto di un consistente successo nel Regno Unito.

## Discografia parziale

### Singoli
- 1985 – Lesson One: The Payoff Mix
- 1985 – Lesson Two: The James Brown Mix
- 1985 – Lesson Three: The History of Hip Hop